# Hervé Berville

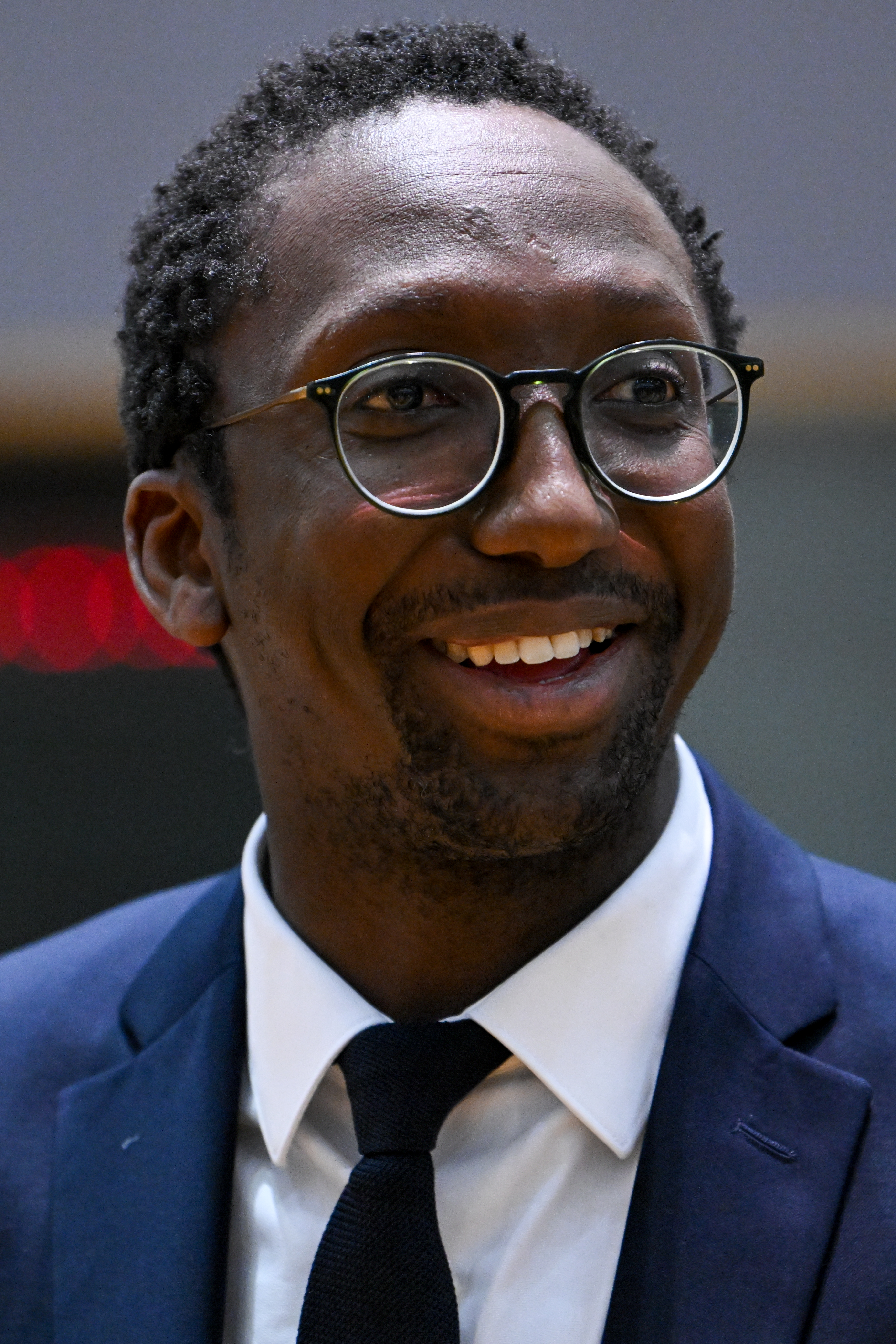
Patrice Vergriete (2023)

Hervé Berville (* 15. Januar 1990 in Kigali, Ruanda) ist ein französischer Politiker. Vom 4. Juli 2022 bis zum 5. September 2024 war er Staatssekretär für Meeresangelegenheiten. Zunächst amtierte er im Kabinett Borne, ab 8. Februar 2024 im Kabinett Attal. Im Februar 2024 wurde sein Amt um das Ressort Biodiversität im Ministerium für den ökologischen Übergang und territorialen Zusammenhalt unter Christophe Béchu erweitert.

## Familie und Ausbildung
Hervé Berville wurde 1994 im Alter von vier Jahren – während des Völkermords an der Tutsi-Minderheit – durch die französische Armee als Waise aus Ruanda nach Frankreich gebracht. In der Bretagne wurde er von einer Adoptivfamilie aufgenommen. Er ist Absolvent der Grande École Sciences Po Lille und der London School of Economics and Political Science.

## Karriere
Von 2013 bis 2015 war er Ökonom einer Entwicklungsagentur in Mosambik und von 2016 bis 2017 Programmreferent am Institut für Innovation der Stanford University in Kenia. Ab 2017 war er Abgeordneter in der Nationalversammlung für die Partei Renaissance (RE) aus dem Département Côtes-d’Armor.